# NGC 261
NGC 261 – mgławica emisyjna położona w gwiazdozbiorze Tukana, w Małym Obłoku Magellana. Została odkryta 5 września 1826 roku przez Jamesa Dunlopa.